# Davida Williams
Davida Lucia Brittany Williams (1 de Setembro de 1986)  é uma cantora e atriz americana.
Ela é mais conhecida como Claire Miller, na série Lizzie McGuire.

## Filmografia
- My Friend My Hero (2009)
- J.O.N.A.S! (2008)
- American High School (2008)
- Nick Cannon Presents: Short Circuitz(2007)
- Twisted Fortune (2007) .... Zoe
- Quintuplets (2004)
- Raise Your Voice (2004)
- The Tracy Morgan Show (2004)
- Triple Play (2004)
- Lizzie McGuire (2001-2003)
- Degrassi: The Next Generation (2002-2003)
- Do Over (2002)
- Cry Baby Lane (2000)
- Star Trek: Deep Space Nine (1997)
- Cybill (1997)
- Sister, Sister (1996)
- The Fresh Prince of Bel-Air (1996)
- Sweet Justice (1995)
- Happily Ever After: Fairy Tales for Every Child (1995)
- Me and the Boys (1994)
- The Sinbad Show (1993)
- Younger and Younger (1993)
- Hangin' with Mr. Cooper (1993)